# 고란 예브티치
고란 예브티치(1970년 8월 10일)는 세르비아 출신의 축구 선수이다. 1993년 8월 입단하여 1993-1995시즌 3시즌 동안 현대 호랑이에서 수비수로 활약하였다.